# Charles Thillien
Charles Thillien est un joueur français de hockey sur glace né le 12 novembre 1958 à Chaudron-en-Mauges (Maine-et-Loire).

## Carrière
- 1975-1983 : ASG Tours
- 1983-1986 : Saint-Gervais
- 1986-1988 : Chamonix
- 1988-1991 : Bordeaux GHC
- 1991-1992 : IC Épinal
- 1992-1996 : HC Brest

## Palmarès
- Meilleur gardien de la ligue en 1983 (trophée Jean-Ferrand)
- Champion de France : 1980, 1985, 1986.